# فرناندو باديلا جونيور
فرناندو باديلا جونيور (بالإنجليزية: Fernando Padilla, Jr.)‏ هو رسام وفنان أمريكي، ولد في 29 يوليو 1958 في هونتينغتون بارك في الولايات المتحدة.

## وصلات خارجية
- الموقع الرسمي